# Семілеро
Семілеро (Amaurospiza) — рід птахів родини кардиналових (Cardinalidae). Поширені на території у Південної та Центральної Америки.

## Види
Включає чотири види:
- Семілеро венесуельський (Amaurospiza carrizalensis) (Lentino et Restall, 2003) — Венесуела (вид знаходиться на межі зникнення);
- Семілеро синій (Amaurospiza concolor) (Cabanis, 1861) — Центральна Америка, Еквадор, Перу та Колумбія;
- Семілеро бразильський (Amaurospiza moesta) (Hartlaub, 1853) — тропічні ліси Південної Америки;
- Семілеро еквадорський (Amaurospiza aequatorialis) Sharpe, 1888 — Колумбія, Еквадор та Перу.